# 武汉市贷款建设城市道路桥梁车辆通行费
武汉市贷款建设城市道路桥梁车辆通行费是指武汉市对通过中心城区中以贷款建设的桥梁、隧道的车辆征收的一种费用，主要用于偿还城市道路桥梁建设的贷款本息。从该费用开始征收至今，分别经历了计次收费时期、年票制时期，并在2011年7月开始采用ETC计次收费手段。
2017年9月12日下午，中共湖北省委副书记、武汉市委书记陈一新宣布，经武汉市委、市政府决定，自2018年1月1日零时起，停止征收武汉市“九桥一隧一路”ETC车辆通行费。

## 计次收费
计划经济年代建设的武汉长江大桥、江汉桥以及知音桥（又称江汉二桥）由中央政府投资，对公众免费开放。1990年代开始，公路交通的建设多数由地方政府通过贷款的方式兴建，日后收取通行费以收回投资与贷款利息。在此背景下，1995年6月18日通车的武汉长江二桥自通车之日起开始收取过桥费。其后兴建的月湖桥、白沙洲大桥、晴川桥、长丰桥则分别于1998年5月1日、2000年9月8日、2001年4月1日、2001年12月22日通车收费。

### 捆绑收费
从1995年7月1日长江二桥通车开始，为限制上述中央政府投资的桥梁的交通流量，武汉市对经过江汉桥和知音桥的车辆收取通行费，称为捆绑收费 。
由于这种收费属于违法行为，1999年6月16日开始，武汉市停止收取两座桥梁的通行费，并被课以1700余万元的罚款。同时，调整了长江二桥的收费标准。
在以上捆绑收费废除之后，为了限制长江大桥、江汉桥的交通流量，在这两座桥的收费取消后，采取了分单双号的流量控制手段，即对于无长江大桥单双日临时通行证的车辆（包括出租车），单日允许尾号为单号的车辆通行，双日允许尾号为双号的车辆通行。这种限制措施将出租车也包含在内，引起了包括出租车司机在内的人们的不便和不满。

## 年票制
从2002年10月1日开始，武汉市废除计次收费的收费方式，取消长江二桥，白沙洲大桥，晴川桥和长丰桥的收费站，实施年票制，称为武汉市贷款建设城市道路桥梁车辆通行费。同时，发布了《武汉市贷款建设城市道路桥梁车辆通行费征收管理暂行办法》以规定征收办法和处罚条例，并于2004年5月22日为《武汉市贷款建设城市道路桥梁车辆通行费征收管理办法》所代替。
武汉中心城区车辆必须购买通行年费，而远城区、外地车辆可以选择在入城时购买次票或购买通行年费。中心城区车辆必须每年在车牌尾号对应的月份前到通行年费征收点缴纳通行年费；长期在武汉市入城收费站以内城区范围行驶的外籍车辆应当在每年12月31日前缴纳下一年度的通行年费。
另外，2007年3月30日及以前，远城区(包括东西湖区、汉南区、新洲区、黄陂区、江夏区、蔡甸区)车辆进入中心城区无需缴纳通行费用。而从2007年4月1日开始，东西湖区划入中心城区，车辆必须购买通行年费，而其它远城区进入城区时需要购买通行次票。
其收费标准为：
| 车类   | 车型                                               | 年票   | 次票 |
| ------ | -------------------------------------------------- | ------ | ---- |
| 一类车 | 摩托车                                             | 280元  | 5元  |
| 二类车 | 5座以下轿车、吉普车、1吨以下微型货车               | 980元  | 10元 |
| 三类车 | 6座－19座客车、1吨（含）至2吨（含）工具车、小货车  | 1500元 | 15元 |
| 四类车 | 20座－49座客车、2吨－5吨（含）货车、拖挂车、特种车 | 2000元 | 30元 |
| 五类车 | 50座以上客车、5吨－15吨（含）货车、拖挂车、特种车  | 2500元 | 40元 |
| 六类车 | 15吨以上货车、拖挂车、特种车                       | 3000元 | 50元 |
| T类车  | 客运出租车（的士）                                 | 500元  | 5元  |

### 单双号限行政策
在实施年票制之后，武汉市解除了对长江大桥、江汉桥的通行限制措施。然而，随着车流量的增多和武珞路阅马场下穿通道、长江二桥维修等工程的进行，从2006年2月13日开始，武汉市再次对长江大桥、长江二桥实施单双号限行政策。其中，长江大桥对无单双号通行证的大、中小客车（包括出租车）均实行限行，而长江二桥只对9座以下的小客车（不含出租车）进行限行。另外，大桥通行证在二桥有效，而反之不行。作为补偿措施，购买了年票的车辆可以免费通行市内汽渡。
由于当时长江隧道、天兴洲大桥等桥隧尚未通车，市区车辆只能绕行汽渡、白沙洲大桥或武汉外环，货车更是只能绕行武汉外环，带来了相当的不便，有部分车主便伪造通行证或在夜间冲卡强行通过，从而节省燃料和过路费。
同时，出租车也列入限行范围，给市民造成的相当的不便。因此，在2008年7月，曾短暂允许出租车不分单双号通过长江大桥，但随后于同年8月30日取消。

## 武汉不停车电子收费系统
2011年7月开始，武汉取消前述年票制，重新采用计次的方式征收过桥费。收费桥梁包括武汉长江二桥、白沙洲大桥、天兴洲大桥、晴川桥、月湖桥、长丰桥、武汉长江隧道。本地车辆在通过以上收费节点时，利用武汉不停车电子收费系统（通称ETC）进行自动收费；外地车辆则采用手工收费方式。对于不收费的武汉长江大桥、江汉桥、知音桥（江汉二桥），则采用限行手段以控制流量，即单日允许尾号为单号的车辆通行，双日允许尾号为双号的车辆通行；同时，当日禁止对应车牌尾号的车辆通行。对尾号为拉丁字母的，则以最后一位数字为准。另外，取消小客车用的单双号通行证，但公交车的仍然有效。
其收费标准为：
| 类别   | 车型                                             | 次费标准 | 年定额费标准 | 年优惠票标准 |
| ------ | ------------------------------------------------ | -------- | ------------ | ------------ |
| 一类车 | 摩托车                                           |          | 280          |              |
| 二类车 | 5座以下轿车、吉普车、1吨以下微型货车             | 8        |              | 2460         |
| 三类车 | 6—19座客车、1吨（含）至2吨（含）工具车、小货车   | 12       |              | 3690         |
| 四类车 | 20—49座客车、2吨—5吨（含）货车、拖挂车、特种车   | 24       |              | 7380         |
| 五类车 | 50座以上客车、5吨—15吨（含）货车、拖挂车、特种车 | 32       |              | 9840         |
| 六类车 | 15吨以上货车、拖挂车、特种车                     | 40       |              | 12300        |
| T类车  | 客运出租汽车（的士）                             |          | 500          |              |

### ETC标签安装
2011年4月1日起，武汉市中心城区和东西湖区的车主可以在武汉市各路桥收费管理中心服务点，凭机动车行驶证以及身份证或营业执照（副本）免费安装ETC标签。若在2011年7月1日后仍未安装ETC标签，管理部门可以根据武汉市政府第210号令的相关规定，责令其安装标签，还可处以300元罚款。

### 缴费方式
车主可以到武汉市各路桥收费管理中心服务点，以及工行、农行、中行、建行、交行、汉口银行、民生银行的网点预存路桥通行费。若在2011年12月31日前预存到一定额度，可以享受最高10%，或9折的优惠幅度。

### 效果
2011年7月1日，即实施ETC方案的第一天，在更加严厉的限行措施下，不收费的“老三桥”的车流量略有下降，同比约下降2%；而收费的“六桥一隧”车流量下降约11%。

### 征收情况
据武汉市城市路桥收费管理中心公布的数据显示，武汉启用ETC系统的第一年（2011年），共征收通行费4.79亿元（人民币，下同），随后征收的费用总额逐年增加，2015年征收通行费突破10亿元，达10.84亿元。2011年7月至2016年6月，武汉ETC共征收车辆通行费49.17亿元。

### 评价
按照中国现行法令，这种收费调价要举行市民反对意见代表听证会，20名“市民代表”与会并发布意见，只有一名律师职业的市民代表提出反对涨价的意见，其他代表都表示赞成加价。但是，从街头市民调查中反映的情况是，绝大多数的市民都执反对意见，毕竟一次加价1.5倍幅度太大。
中国中央电视台认为，武汉ETC将三环线桥梁、道路与市内桥梁捆绑收费，例如将通行成本不到3元的武汉长江二桥与通行成本约20元的白沙洲长江大桥的收费标准进行平均，属于变相涨价，大幅度增加车主负担。同时，武汉市城市路桥收费管理中心将所收桥梁通行费违规用于路桥中心的日常运营与人员工资福利费用，强制车主加装ETC标签，属于滥用行政权力。节目中采访了诸多市民，人们纷纷认为大幅提高收费标准属于不合适的行为。

## 停止征收
2017年9月12日下午，中共湖北省委副书记、武汉市委书记陈一新宣布，经武汉市委、市政府决定，自2018年1月1日零时起，停止征收武汉市“九桥一隧一路”ETC车辆通行费。武汉市委、市政府认为，停止征收是武汉按照中央要求，“积极防范地方政府隐性债务风险的重要举措”，可减轻武汉市民和企业负担，有利于促进三镇深度融合、一体发展。停征后，ETC账户余额将一次性全额返还，同时征收管理部门将依法追缴欠费。根据相关办法，2018年1月1日至5月31日为ETC账户余额规定退款期，车主可通过武汉ETC网站、支付宝客户端和ETC营业网点申请退款。